# Carretera Villacastín-Vigo

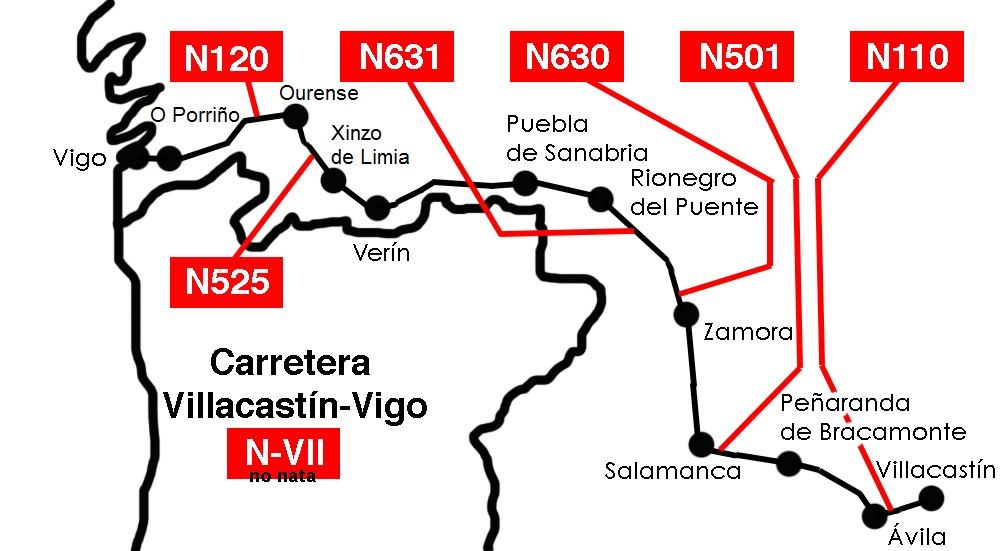
Mapa de la antigua carretera Villacastín–Vigo.

La carretera Villacastín-Vigo, replanteada y construida en su mayor parte entre 1860 y 1863, con una longitud total de 572 kilómetros, fue la denominación que recibió el tramo de la red de carreteras  nacionales españolas comprendido entre Villacastín (Segovia) y Vigo (Pontevedra) a través de las localidades de Ávila, Peñaranda de Bracamonte (Salamanca), Salamanca, Zamora, Rionegro del Puente (Zamora), Puebla de Sanabria (Zamora), Verín (Orense), Ginzo de Limia (Orense), Orense y Porriño (Pontevedra). 

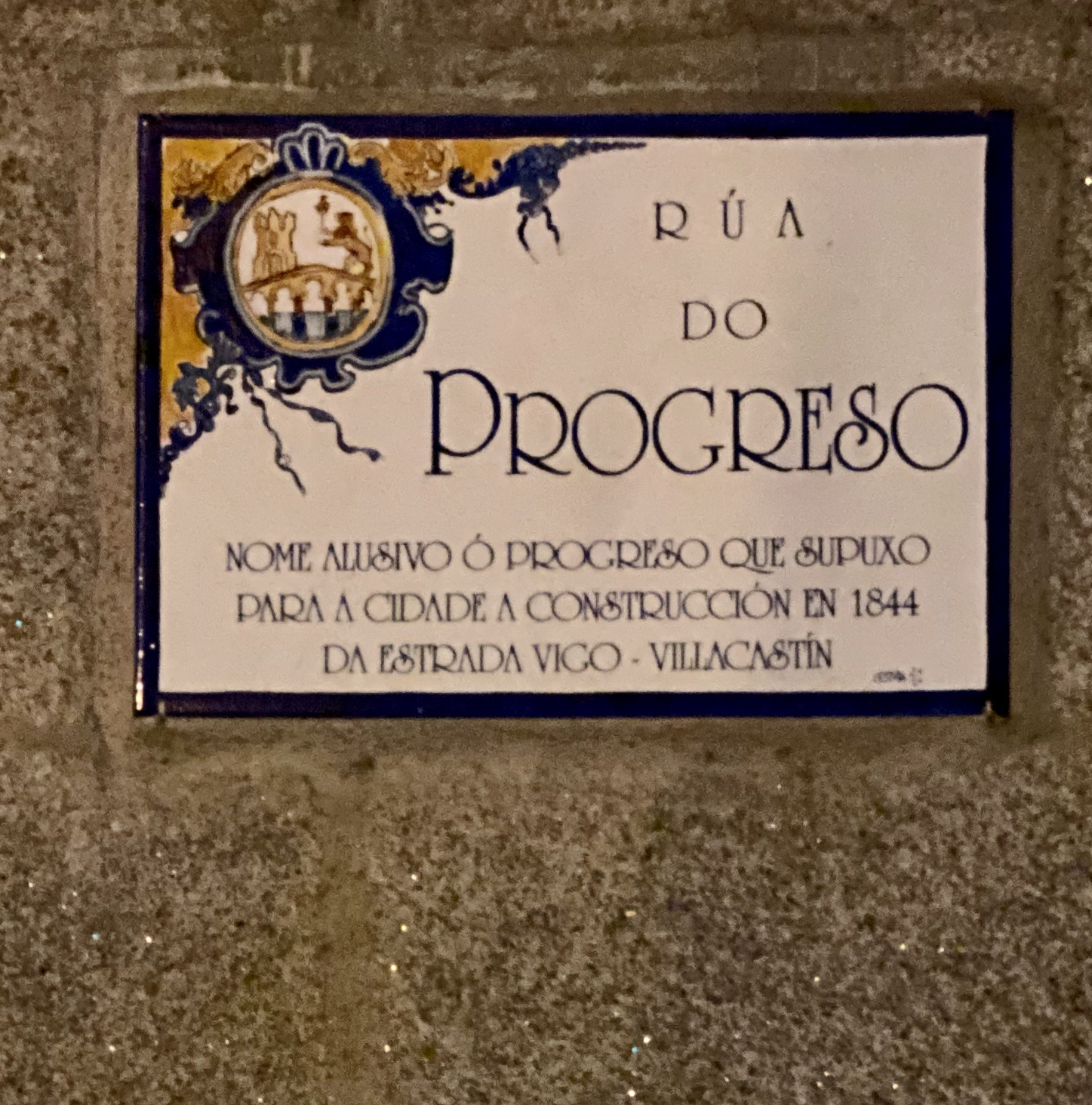
Cartelón-homenaje a la carretera en la travesía de Orense.

Dada su importancia estratégica, hay teorías que apuntan a que dicha carretera "estuvo a punto de ser como carretera radial nacional séptima", o N-VII durante la elaboración en 1941 de la Ley de Bases de Ordenación Ferroviaria y de los Transportes por Carretera, lo que finalmente no ocurrió. Esta es una teoría errónea y ampliamente extendida pese a no estar fundamentado en ninguna documentación oficial  y de igual manera por el orden en que se nombran estas carreteras, le hubiese tocado la matrícula N-VI (Madrid-Coruña). 
El Plan General de Obras Públicas de 1940, en su Tomo I, referente a Caminos, no menciona en ningún momento ni siquiera la posibilidad de la creación de dicha radial séptima, sin embargo sí recoge la creación de la carretera de tipo subradial N-525, que asume el trazado de la carretera "Villacastín-Vigo".
Sin embargo, en numerosas poblaciones del trazado como Ávila, Encinas de Abajo (Salamanca), Peleas de Arriba (Zamora), Zamora, Roales del Pan (Zamora), Valcabado (Zamora), Otero de Bodas (Zamora), Montamarta (Zamora), Tábara (Zamora), Rionegro del Puente (Zamora), Pozuelo de Tábara (Zamora), Mombuey (Zamora), Asturianos (Zamora), Puebla de Sanabria (Zamora), Padornelo (Zamora) o Requejo (Zamora) continúa en su callejero todavía hoy la denominación proyectada y nunca oficializada carretera Villacastín-Vigo, lo que atestigua toponímicamente el vigor popular de tal nomenclatura viaria. En Orense capital, al crecer las edificaciones en torno a ella, el nombre fue sustituido por el de Calle del Progreso (antigua Avenida del Generalísimo Franco). En Puenteareas (Pontevedra) ocurrió lo mismo en la moderna Calle Real. En Salamanca capital la entrada desde el Este cambió a "Vía Helmántica" y la salida hacia el Norte a "avenida de Agustinos Recoletos".
Durante años, el itinerario tuvo preferencia sobre otras carreteras adyacentes consideradas de menor rango a pesar de no haber llegado a ser catalogada carretera radial. 
Su trazado moderno se mantiene casi intacto y corresponde en orden de kilometraje creciente con las siguientes carreteras: N-110, N-501, N-630, N-631, N-525 y N-120. Excepto el de la N-631, el resto de tramos ha sido desdoblado o convertido en autovía.